# Kyle Martino
Kyle Hunter Martino, född 19 februari 1981 i Atlanta i Georgia, är en amerikansk före detta professionell fotbollsspelare, som tillbringade sju säsonger som mittfältare för de bägge fotbollslagen Columbus Crew och Los Angeles Galaxy, i Major League Soccer. Han arbetar numera som analytiker inom fotboll, samt som programledare på TV.
Martino avslutade sin fotbollskarriär som 27-åring år 2008 på grund av skador. Trots sin förhållandevis korta karriär har han fortsatt vara ett känt namn inom USAs fotbollskretsar, som sportkommentator och som aktiv på sociala medier.
Martino gifte sig den 29 oktober 2011 med skådespelerskan Eva Amurri, som är dotter till filmregissören Franco Amurri och skådespelerskan Susan Sarandon. Tillsammans har de tre barn, dottern Marlowe Mae och sönerna Major James och Mateo Antoni. Paret skilde sig i februari 2020, strax innan födseln av sonen Mateo i mars.